# Charles Mengel Allen

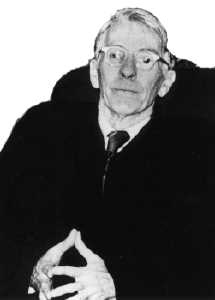
US-Bundesrichter Charles Mengel Allen (1990)

Charles Mengel Allen (* 22. November 1916 in Louisville, Kentucky; † 4. Januar 2000 ebenda) war ein US-amerikanischer Jurist. Nach seiner Berufung durch Präsident Richard Nixon fungierte er ab 1971 als Bundesrichter am Bundesbezirksgericht für den westlichen Distrikt von Kentucky.

## Werdegang
Nach seinem Schulabschluss besuchte Charles Allen die Yale University, an der er 1941 den Bachelor of Arts erwarb. Es folgte der Bachelor of Laws an der School of Law der University of Louisville im Jahr 1943. Anschließend praktizierte er zunächst als Rechtsanwalt, ehe er von 1945 bis 1946 als Lehrer an einer Schule in Tucson (Arizona) tätig war. Danach kehrte er in seine private Anwaltspraxis nach Louisville zurück, die er mit einer vierjährigen Unterbrechung bis 1961 betrieb. Von 1955 bis 1959 war er stellvertretender Bundesstaatsanwalt für den westlichen Distrikt von Kentucky. 1961 übernahm er das Richteramt am Kanzleigericht im Jefferson County.
Am 17. November 1971 wurde Allen durch Präsident Nixon als Nachfolger von Henry Luesing Brooks zum Richter am United States District Court for the Western District of Kentucky ernannt. Nach der Bestätigung durch den US-Senat, die am 23. November erfolgte, konnte er sieben Tage darauf sein Amt antreten. Von 1977 bis 1985 war er als Chief Judge Vorsitzender dieses Bundesgerichts, womit er dem verstorbenen Clifton Rhodes Bratcher folgte. Am 1. Oktober 1985 wechselte er in den Senior Status und ging damit faktisch in den Ruhestand. Sein Sitz fiel an Charles Ralph Simpson; den Vorsitz des Gerichts übernahm Edward Huggins Johnstone. Er starb am 4. Januar 2000 in Louisville.